# كارنج (كوميكس)
كارنج (بالإنجليزية: Carnage، وتعني "مجزرة") شخصية خيالة شريرة ظهر لأول مره في عام 1991 في القصص المصورة التي نشرتها شركة مارفيل كومكس بجانب الرجل العنكبوت ويتميز بلونه الأحمر يشبه إلى حد ما الشرير فينوم.